# ولادیمیر دمنتیف
ولادیمیر دمنتیف (به انگلیسی: Vladimir Dementyev) (زادهٔ ۱۴ ژانویهٔ ۱۹۵۷) شناگر اهل شوروی است.